# Олаф Вінтер
Олаф Вінтер (нім. Olaf Winter; 18 липня 1973, Нойштреліц, Нойбранденбург, НДР) — німецький веслувальник, байдарочник, олімпійський чемпіон.

## Біографія

### Молоді роки
Народився 18 липня 1973 у місті Нойштреліц, округ Нойбранденбург, НДР (нині земля Мекленбург-Передня Померанія, Німеччина).
Виступав за місцевий клуб WSV Einheit Neustrelitz, пізніше за SC Neubrandenburg та KG Essen.

### Спортивна кар'єра
У 1996 році став золотим призером (разом з Томасом Райнеком, Детлефом Гофманном та Марком Цабелем) у дисципліні Б-4 1000 м на Літніх Олімпійських іграх у Атланті, США.
У 1999 році став бронзовим призером (разом з Яном Шефером) у дисципліні Б-2 1000 м на Чемпіонаті світу з веслування на байдарках і каное у Мілані, Італія.
У 2000 році брав участь у Літніх Олімпійських іграх у Сіднеї, Австралія у дисципліні Б-2 1000 м, але посів з Андреасом Іле лише 4 місце.

### Подальше життя
Після закінчення спортивної кар'єри вивчав журналістику та економічну політику у Дортмундському університеті.
З 2004 по 2010 рік працював коментатором веслування на каналі EuroSport. Нині працює прес-аташе в компанії Unitymedia KabelBW.
Проживає у місті Гаттінген, земля Північний Рейн-Вестфалія, Німеччина. Одружений, має трьох дітей.